# Álvaro Leyva
Álvaro Leyva Durán é um político colombiano, ministro dos Négocios Estrangeiros desde junho de 2022. Pertence ao Partido Conservador Colombiano.
Leyva já foi parlamentar, ministro das Minas e Energia e negociador pela paz.